# Anourosorex yamashinai
Anourosorex yamashinai es una especie de musaraña de la familia soricidae.

## Distribución geográfica
Es endémica de Taiwán.